# 日本の年輪 風雪二十年
日本の年輪　風雪二十年(にほんのねんりん　ふうせつにじゅうねん)は、日本テレビ系列局で放送されていたドキュメンタリー番組である。いすゞ自動車の一社提供。製作局の日本テレビでは、1959年10月3日から1961年11月11日まで、毎週土曜22:00 ‐ 22:45（日本標準時）に放送（ただし第1回のみ土曜22:15 - 23:00）。

## 概要
昭和の初期から敗戦に至るまでの昭和の二十年間の日本の動き・世界の動きを、当時の数々の記録フィルムを使って綴ったドキュメンタリー番組。
満州などの外地を含めた日本の動きを特集した放送回と、欧米列強の動きを特集した放送回とに大きく区分される。１つのテーマを複数回で特集することもあった。
また、ドキュメンタリー番組と言いながら、何人もの俳優が出演しドラマの形をとって放送した回や、昭和戦前期の流行歌を特集した回も少なからずあった。
司会は当初田鶴浜弘と別当珣子（別当薫夫人）が務めていたが、期間後半は古谷綱正と上月左知子が務めた。

## 補足
日本テレビでは初となったいすゞ自動車の一社提供番組。以来同社は、1968年9月放送終了の『この手で行こう!』（出演：なべおさみ、ドンキーカルテット、ジュディ・オング）までこの番組の提供スポンサーを長く務め続けていた。